# トリリオン

ワン・トリリオンの大きさ（ショートスケール、1兆）

ルービックキューブでの色の通りは43トリリオン（ロングスケール、4垓3000京）通りある。

トリリオン（Trillion）は、以下を意味する。
- 1000000000000、1012、1兆。ショートスケール（イギリス・アメリカや東欧で用いられる）では、1兆を「ワン・トリリオン」とする。
- 1000000000000000000、1018、100京。ロングスケール（英語圏と東欧を除く多くの大陸ヨーロッパの国々で用いられる）では、100京を「ワン・トリリオン」とする。

## 用法
元々、トリリオンは、イギリスで使われていた。当時、世界的にロングスケールを用いていたため、「ワン・トリリオン」は100京にあたる。1974年、イギリスがショートスケールを用いることを決定したので、イギリスにおける「ワン・トリリオン」は1兆になった。1950年代以降からは、多くの分野でショートスケールを用いるようになった。
アメリカ英語でも、ショートスケールを用いているため、「ワン・トリリオン」は1兆である。
一方、英米以外では、ロングスケールを使用している場合がある。英語圏と東欧を除く多くの大陸ヨーロッパの国々や、メキシコ、南米西部などではロングスケールを用いているため、「ワン・トリリオン」は100京である。
トリリオンは非常に大きな数字を表す単位である為にこれまで日常生活で使われることは少なく、国家予算の説明などでは専らビリオン（ショートスケールで10億）が使われていた。しかし、1980年代に急速なインフレーションに見舞われたイタリア（リラ）や、2008年に世界最悪級とも呼べるハイパーインフレーションを経験したジンバブエ（ジンバブエ・ドル）などの国ではトリリオンは日常的な単位であった他、緩やかなインフレーションを支持する経済のトレンドに伴い、21世紀以降はそれ以外の国々でも国家予算の説明などでビリオンに代わりトリリオンの単位が日常的に使用され始めると予測する識者も存在する。

## 語源
トリリオンという言葉の大元は、15世紀ごろからフランスで使われるようになった。「トリリオン」は、1680年代にイタリア語の「trilione」を語源として英語に誕生した。
誕生当時は1018を指す言葉だった。その後、zillionやgazillionと同様に、主に特定の数ではなく、膨大な数の概念を表すのに用いられた。しかし、米国ではそれ以前より一般的に使用されていた。